# Tortonne
Tortonne – rzeka we Francji, przepływająca przez teren departamentu Calvados, o długości 18 km. Stanowi dopływ rzeki Aure.